# Kolonia (Dąbie)
Kolonia – część wsi Dąbie w Polsce, położona w województwie świętokrzyskim, w powiecie włoszczowskim, w gminie Włoszczowa.
W latach 1975–1998 Kolonia administracyjnie należała do województwa kieleckiego.